# トライローキャ・ラージャ・ラクシュミー・デビー
トライローキャ・ラージャ・ラクシュミー・デビー（Trailokya Rajya Lakshmi Devi, 生年不詳 - 1850年10月）は、ネパール王国の第6代君主スレンドラ・ビクラム・シャハの王妃。

## 生涯
1843年5月1日、カトマンズのハヌマン・ドーカ宮殿で結婚した。彼女はグルミの王家の出であった。
1850年10月、トライローキャはスレンドラ王に先立って、ハヌマン・ドーカ宮殿で死亡した。